# Rudi Völler
Rudolf „Rudi” Völler (ur. 13 kwietnia 1960 w Hanau) – niemiecki trener piłkarski i piłkarz grający na pozycji napastnika, w latach 2000–2004 selekcjoner reprezentacji Niemiec w piłce nożnej z którą zdobył srebrny medal Mistrzostw Świata w 2002.

## Kariera piłkarska
W 1982 Völler przybył do Werderu Brema i w tym samym roku zadebiutował w reprezentacji narodowej. W 1987 został sprzedany do AS Roma, z którym zdobył Puchar Włoch w 1991.
W 1992 Völler przeszedł do francuskiego potentata Olympique Marsylia. Tam zdobył najważniejsze klubowe trofeum Puchar Mistrzów w 1993. Po powrocie do Niemiec grał w Bayerze 04 Leverkusen (1994-96), gdzie zakończył karierę piłkarską i zajął się pracą trenerską.
Völler zagrał w drużynie narodowej 90 meczów, zdobył 47 bramek. Wraz z reprezentacją zdobył mistrzostwo świata w roku 1990, grał również na mundialu 1986 i 1994 oraz na Euro 1984, 1988 i 1992.

## Kariera trenerska

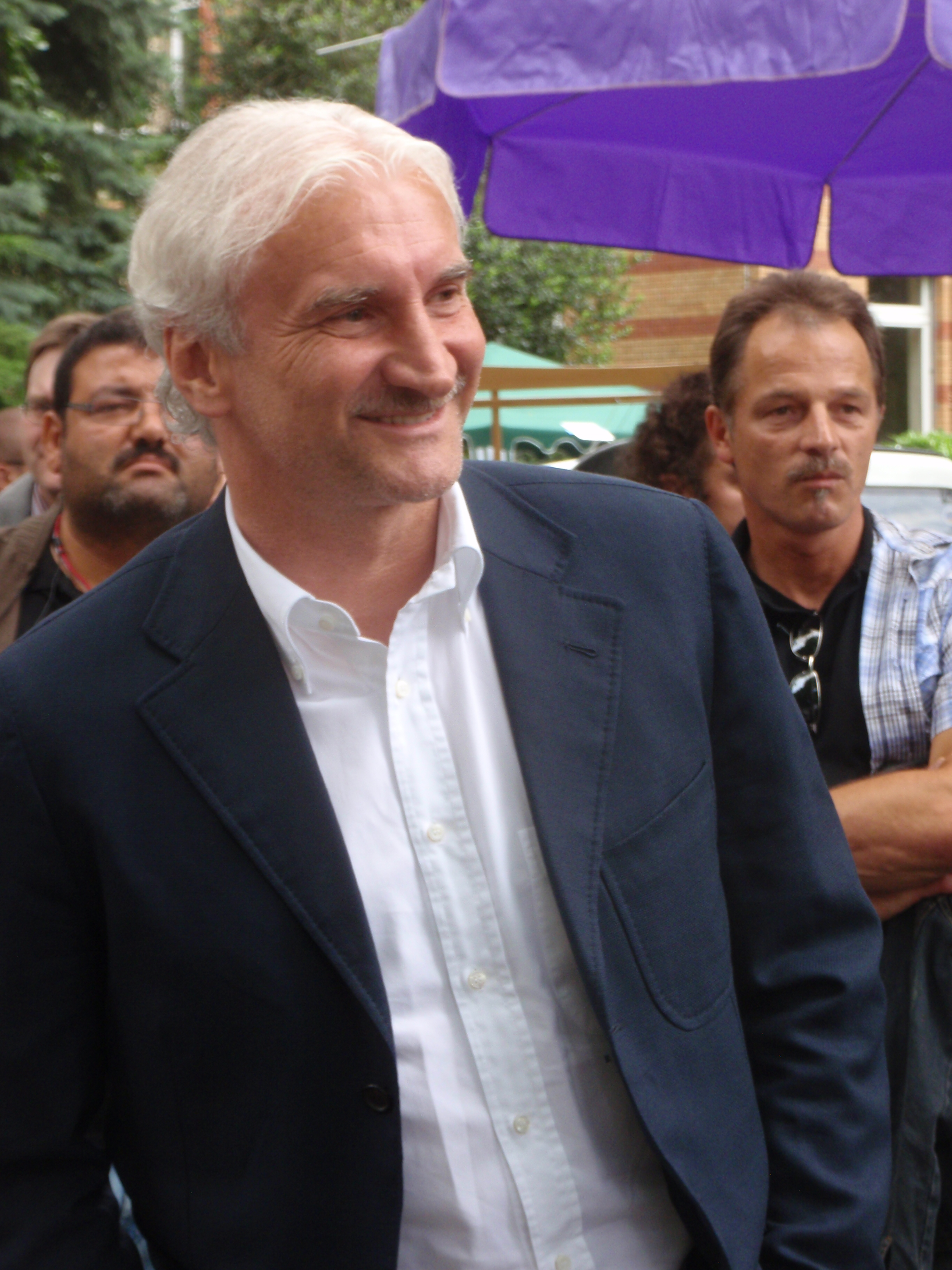
Niemiecki trener piłkarski Rudi Völler w czerwcu 2009 r.

Po rozczarowaniu, jakie przyniosły Niemcom Mistrzostwa Europy w Belgii i Holandii 2000, gdzie reprezentację trenował Erich Ribbeck, federacja DFB zatrudniła Völlera jako nowego selekcjonera, chociaż nie miał pełnej licencji trenerskiej. Początkowo planowano mu pracę tylko przez jeden rok, jednak kontrakt przedłużono po skandalu narkotykowym, jaki wybuchł wokół jego potencjalnego następcy Christopha Dauma. Reprezentacja zdobyła niespodziewanie srebrny medal na azjatyckim mundialu 2002. Jednak kolejna wielka impreza okazała się porażką. Po odpadnięciu w fazie grupowej Euro w Portugalii 2004 Völler zrezygnował z prowadzenia kadry. Po dymisji Cesarego Prandellego z funkcji trenera Romy, przejął ten klub w roku 2004, jednak szybko zrezygnował, po paśmie porażek i nieporozumień z zawodnikami, m.in. z Antonio Cassano.

## Życie prywatne
Rudi Völler jest żonaty z Włoszką Sabriną. Ma z nią trzech synów (Kevin, Bryan i Marco) i dwie córki (Greta, Laura). Mieszka na stałe w Leverkusen.

## Odznaczenia i nagrody
- Krzyż Zasługi na Wstędze Orderu Zasługi Republiki Federalnej Niemiec
- Order Zasługi Nadrenii Północnej-Westfalii
- Człowiek roku w niemieckiej piłce nożnej: 2000